# Sint-Jan-de-Doperkerk (Kuttekoven)

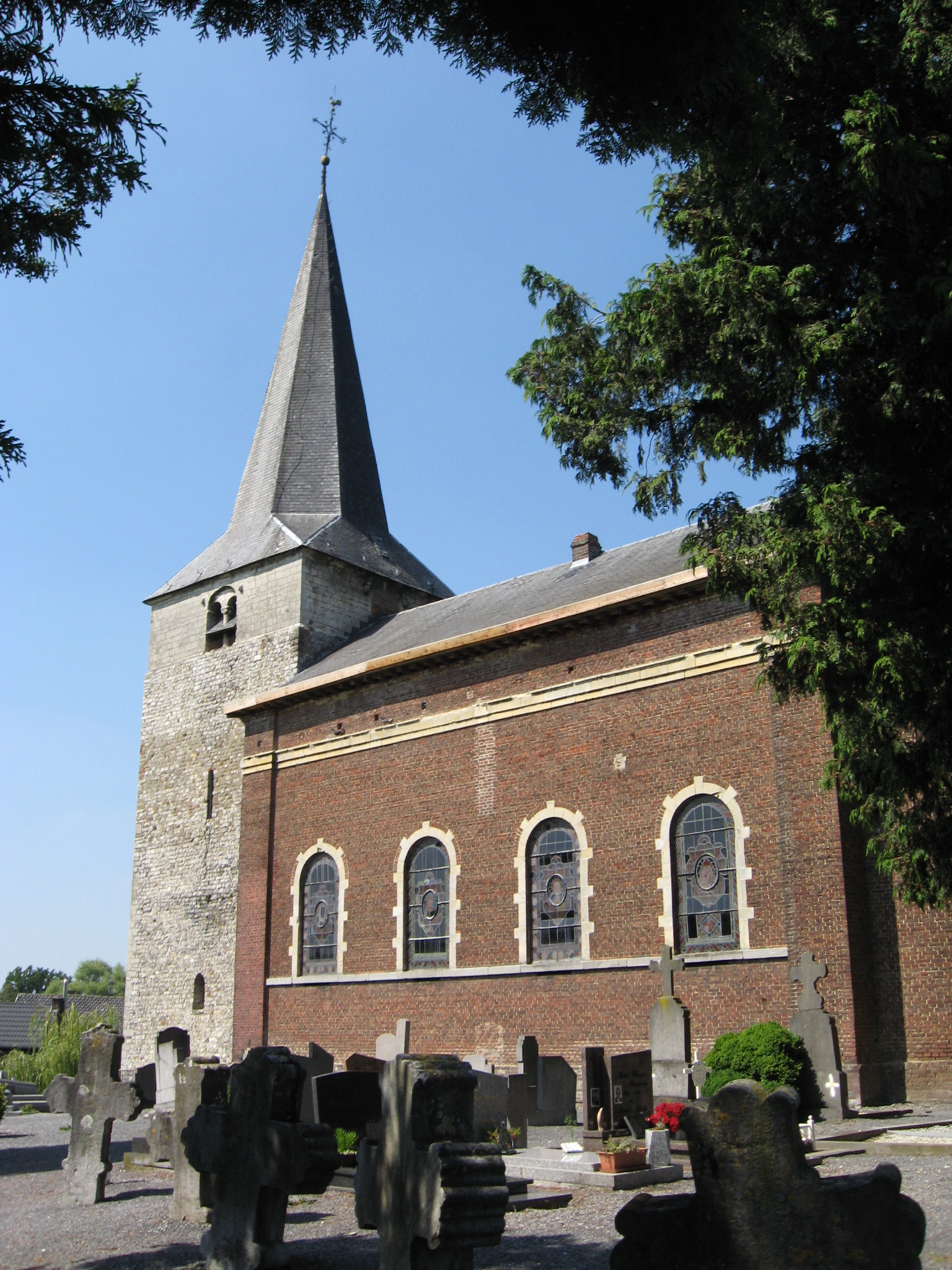
Sint-Jan-de-Doperkerk

De Sint-Jan-de-Doperkerk is de parochiekerk van Kuttekoven, gelegen aan de Kuttekovenstraat.

## Geschiedenis
Op de plaats van deze kerk, op een hoogte, stond ooit een Romaans kerkgebouw. De toren, uit de eerste helft van de 13e eeuw, is behouden gebleven. Van 1797-1802, de beloken tijd, was de kerk gesloten, en in 1799 werd het meubilair publiekelijk verkocht, maar de koper schonk het direct terug aan de kerk.
In 1840 werd de oude kerk als bouwvallig aangemerkt en een nieuwe, neoclassicistische, kerk werd gebouwd, welke in 1850 werd ingewijd. In 1862 werd de torenspits herbouwd en ook werd een nieuw ingangsportaal in de toren aangebracht. In 1909 en 1956 vonden opnieuw restauraties plaats.
Nadat de kerk niet meer in gebruik was, werden er kunsttentoonstellingen in georganiseerd. In 2021 werd de kerk verkocht aan een vastgoedmakelaar die er een stilteplek en rustpunt voor de dorpsbewoners en voorbijgangers wil van maken.

## Gebouw
De vierkante toren is gebouwd in silex en is vrijwel blind. De bovenste geleding is van mergelsteen en iets jonger. Deze heeft galmgaten in de vorm van rondboogbifora's. De toren wordt gedekt door een ingesnoerde naaldspits. Het portaal uit 1862 is neoclassicistisch.
De kerk heeft een eenbeukig schip, gebouwd in baksteen. Het heeft rondboogvensters die met mergelsteen zijn omlijst.

## Meubilair
De meeste kerkmeubelen zijn uit de tijd van omstreeks de bouw van de kerk: 1840 of iets later. Er is ook een kerkbank voor de eigenaars van Kasteel de Klee. De biechtstoel is uit de 18e eeuw. 
Op het kerkhof zijn enkele 17e-eeuwse grafkruisen te vinden.